# Abu Táhir al-Yannabi
Abu Táhir Sulaymán al-Yannabi (en árabe: ابو طاهر سلیمان الجنّابي‎, romanizado: Abū Ṭāhir Sulaymān al-Ŷannābī; 906–944) fue un caudillo militar y gobernante del estado cármata en Baréin (Arabia oriental), quien en 930 comandó el saqueo de La Meca.
Fue uno de los hijos menores de Abu Sa'id al-Yannabí, el fundador del estado cármata. Abu Táhir se convirtió en el líder del estado en 923, tras derrocar a su hermano mayor Abu ul-Qásim Sa'id. Inmediatamente dio inicio a una fase expansionista, saqueando Basora ese año. Saqueó a Kufa en 927, derrotando a un ejército abasí en el proceso, y amenazó a la capital abasí en Bagdad en 928 antes de saquear gran parte de Irak cuando no logró entrar a la ciudad.
En 930, comandó el ataque más notorio a manos de los cármatas cuando saqueó La Meca y profanó los lugares más sagrados del Islam. Incapaz de lograr entrar a la ciudad inicialmente, Abu Táhir clamó el uso del derecho que tienen todos los musulmanes a entrar en la ciudad y juró que iba en paz. Una vez dentro de las murallas de la ciudad, el ejército cármata se dispuso a masacrar a los peregrinos, burlándose de ellos con versículos del Corán mientras lo hacían. Los cadáveres de los peregrinos fueron dejados en las calles para que se pudrieran.

## Primeros años
El padre de Abu Táhir, Abu Sa'id, fue un líder tribal que había dado inicio a la militarización de los cármatas. Abu Sa'id empezó a predicar en contra del Islam sunita alrededor del año 890 tras haber sido instruido por su mentor Hamdan Qarmat, un kufano, de cuyo nombre deriva el de la secta cármata.
Abu Sa'id comenzó saqueando caravanas, robando a comerciantes y peregrinos persas haciendo el hach en ruta a La Meca, antes de reunir una gran cantidad de seguidores. Los cármatas pronto movilizaron un ejército y decidieron poner sitio a Basora. No obstante, el gobernador de Basora se enteró de tales preparativos y se los informó al califa abasí al-Muktafi, en Bagdad. El Califa, en respuesta, envió al general Abbás bin Úmar a la defensa de Basora, pero Abbás resultó derrotado y sus hombres fueron ejecutados, de manera que el sitio de los cármatas logró exitosamente capturar la ciudad.

## Ascenso al poder

Mapa de Arabia oriental y central en los siglos y

La mayor parte de las fuentes árabes concuerdan en que Abu Sa'id había nombrado a su hijo mayor, Abu ul-Qásim Sa'id, como heredero, y que Abu Táhir comandó una revuelta contra su hermano y le arrebató el poder. De otra parte, una segunda tradición, descrita por el polemista kufano anti-isma'ilí Abu Abd Allah Muhámmad ibn Ali ibn Rizam al-Ta'i, señala que Abu Sa'id en cambio siempre había tenido la intención de que Abu Táhir fuera su sucesor, y que había nombrado a Sa'id solo como regente. Según esta perspectiva, Sa'id le entregó el poder a su hermano menor (que para entonces apenas si tenía diez años) en 917 o 918. Este reporte concuerda plenamente con la historia descrita por Ibn Hawqal respecto a que Abu Sa'id había instruido a sus demás hijos a obedecer al menor. En efecto, es probable que el poder se hubiera repartido (de nombre) entre todos los hijos de Abu Sa'id, y que Abu Táhir fuera el más dominante entre ellos. Cualesquiera que hayan sido los eventos verdaderos, Abu ul-Qásim no fue ejecutado, sino que vivió hasta su muerte por causas naturales en 972.

## Reinado temprano
Poco tiempo después de suceder a al-Muktafi, el califa al-Muqtádir volvió a capturar Basora y ordenó que la ciudad fuera refortificada. Una vez más, sin embargo, Abu Táhir asedió con éxito la ciudad, derrotando al ejército abasí. Tras capturar Basora, los cármatas procedieron a saquearla, tras lo cual se retiraron. Abu Táhir regresó una vez más y la devastó completamente, destruyendo la gran mezquita y reduciendo la plaza de mercado a cenizas. Gobernó Bahráyn de manera exitosa durante este tiempo y mantuvo correspondencia con gobernantes locales y extranjeros incluso hasta el norte de África, a la vez que continuó luchando con éxito contra los asaltos de los persas, quienes se habían aliado con el Califa en Bagdad.

## Conquistas
Abu Táhir empezó a asaltar con frecuencia a los peregrinos musulmanes, llegando incluso hasta la región de Hiyaz. En una de tales incursiones pudo capturar al comandante abasí Abu'l-Haija ibn Hamdun. En 926 comandó su ejército hasta bien adentro del Irak abasí, llegando incluso hasta Kufa al norte, lo que obligó a los abasíes a tener que pagarle grandes sumas de dinero para que dejara la ciudad en paz. De vuelta a sus territorios devastó en cualquier caso las afueras de Kufa. A su regreso, Abu Táhir empezó a construir palacios en la ciudad de Ahsa, no solo para sí mismo sino también para sus camaradas, y declaró que la ciudad sería su capital permanente. En 928, el califa al-Muqtádir sintió la suficiente confianza como para confrontar a Abu Táhir una vez más, convocando a sus generales Yúsuf ibn Abi'l-Saŷ desde Azerbaiyán, Mu'nis al-Muzáffar y Harún. Tras una cruenta batalla, los tres fueron derrotados y obligados a regresar a Bagdad. Abu Táhir destruyó entonces la provincia de Yazírah como una advertencia final para los abasíes y regresó a Ahsa.
Abu Táhir creía que había logrado identificar al Mahdi en un joven prisionero persa de Isfahán de nombre Abu'l-Fadl al-Isfahaní, quien afirmaba ser descendiente de los reyes persas sasánidas. Al-Isfahaní había sido llevado a Bahráyn desde la incursión cármata en Irak en 928. En 931, Abu Táhir le entregó el estado a este Mahdi-Califa, de quien se decía que en realidad era un revivalista zoroástrico que tenía sentimientos antiárabes. Al-Isfahaní restableció la veneración del fuego y se dedicó a la quema de libros religiosos durante un gobierno de ochenta días. Se cree también que Isfahani tenía vínculos con la ortodoxia zoroástrica establecida, en tanto el sumo sacerdote de los zoroastrianos, Esfandiar Adarbad, había sido ejecutado por el califa abasí tras ser acusado de complicidad con Abu Táhir. Su reino llegó a su fin cuando ejecutó a miembros de familias notables de Bahrayn, entre ellos miembros de la familia de Abu Tahir. La madre de Abu Táhir conspiró para eliminar a Abu'l-Fadl, para lo cual fingió su muerte y mandó a llamar al Mahdi con un mensajero para que la resucitara. Cuando Abu'l Fadl se rehusó, quedó entonces expuesto como un ser humano común y corriente, y Sa'id, el hermano de Abu Táhir, le dio muerte a Abu'l-Fadl tras un reinado de apenas ochenta días. Otros relatos afirman que, temiendo por su propia vida, Abu Táhir anunció en público que se había equivocado y denunció a al-Isfahani como un falso Mahdi. Suplicando el perdón de los demás notables, Abu Táhir dio la orden de que fuera ejecutado.

## Invasión de la Meca

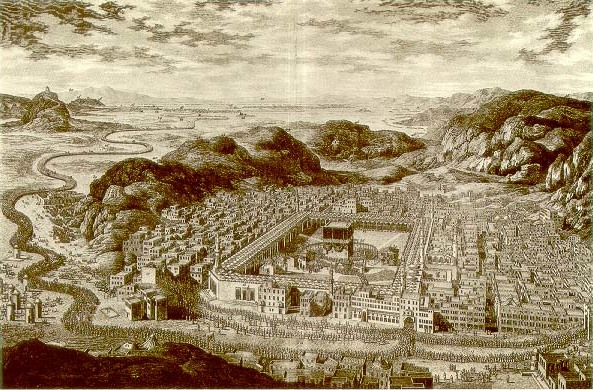
Abu Tahir profanó el sitio más sagrado del Islam cuando pudo entrar a la ciudad (La Meca alrededor de 1778)

En 930, Abu Táhir comandó el ataque más infame de los cármatas al saquear durante el hach La Meca y profanar los lugares más sagrados del Islam. Incapaz inicialmente de entrar a la ciudad, apeló al derecho que tienen todos los musulmanes de entrar en la ciudad, jurando que iba en paz. Una vez dentro de las murallas de la ciudad, el ejército cármata masacró a los peregrinos, entrando montados en sus caballos a la Másyid al-Haram y cabalgando sobre los peregrinos que rezaban. Mientras masacraba a los peregrinos, se burlaba de ellos recitándoles versos del Corán y versos de poesía: "Si soy es por Dios, y por Dios es que soy ... Él crea la creación y yo los destruyo".
Famosamente, durante la invasión sus hombres profanaron con cadáveres el pozo de Zamzam y se robaron la Piedra Negra. El ataque a La Meca simbolizó la ruptura de los cármatas con el mundo sunita. Se creía que el objetivo había sido el de provocar la aparición del Mahdi que traería consigo el ciclo final del mundo y daría fin a la era del Islam.

## Años finales y muerte
Abu Táhir volvió a tomar las riendas del estado cármata y empezó de nuevo a atacar a los peregrinos que cruzaban Arabia. Los intentos de abasíes y fatimíes de persuadirlo a devolver la Piedra Negra fueron rechazados.
Murió en 944, cuando tenía unos 38 años de edad, y fue sucedido por los tres hijos y sobrinos que le sobrevivían.